# آلیاه (کشتی‌گیر)
ب
آلیاه (انگلیسی: Aliyah؛ زادهٔ ۲۳ نوامبر ۱۹۹۴) کشتی‌گیر کشتی حرفه‌ای اهل کانادا است.